# Steve Wolfhard
Steven James Wolfhard (Kitchener, Ontario; 10 de junio de 1980) es un artista canadiense, principalmente conocido por ser guionista y artista de guion gráfico, de la serie animada de televisión, Adventure Time, de Cartoon Network.

## Historia
Steve Wolfhard creció en el centro de Ontario, Canadá y se graduó del programa de Animación Clásica de Sheridan College en 2003. Después de graduarse, trabajó como diseñador de personajes para las series Being Ian y Kid vs. Kat. Wolfhard también hizo ilustraciones para una serie de novelas gráficas para niños tituladas Zombie Chasers.
Wolfhard comenzó a trabajar en Adventure Time como un revisionista de storyboard durante la tercera temporada. El creador de la serie, Pendleton Ward le ofreció un puesto como artista storyboards, pero Wolfhard inicialmente lo rechazó; más tarde cambió de opinión y contactó a Ward para ver si podría rescindir su oferta rechazada, Ward lo permitió, y Wolfhard se asoció con Tom Herpich para las temporadas cinco a la nueve.
En enero de 2017, anunció que escribirá y creará storyboards para la nueva serie de Cartoon Network, Summer Camp Island, que se estrenará en 2018.

## Reconocimientos
El trabajo de Wolfhard en Adventure Time le valió una nominación al Premio Primetime Emmy junto con su compañero de storyboard, Tom Herpich para el episodio de la quinta temporada "Be More".

## Filmografía

### Televisión
| Año       | Programa            | Papel                                                            |
| --------- | ------------------- | ---------------------------------------------------------------- |
| 2005–08   | Being Ian           | Diseñador de personajes                                          |
| 2007–09   | Pucca               | Diseñador de personajes                                          |
| 2008–11   | Kid vs. Kat         | Diseñador de personajes                                          |
| 2011–16   | Adventure Time      | Escritor y artista de guion gráfico, revisionista y actor de voz |
| 2014      | Más allá del jardín | Escritor y artista de guion gráfico                              |
| 2017      | Summer Camp Island  | Escritor y artista de guion gráfico                              |
| 2018      | Bravest Warriors    | Escritor y artista de guion gráfico                              |
| 2019      | Amphibia            | Escritor y artista de guion gráfico                              |
| 2019-2021 | Los vecinos Green   | Escritor y artista de guion gráfico                              |